# Porsche 989
La Porsche 989 est un concept car présenté par Porsche en 1988. C'est un Coupé 4 portes.
La Porsche Panamera, présentée en 2009, peut être considérée comme le successeur spirituel du projet 989.

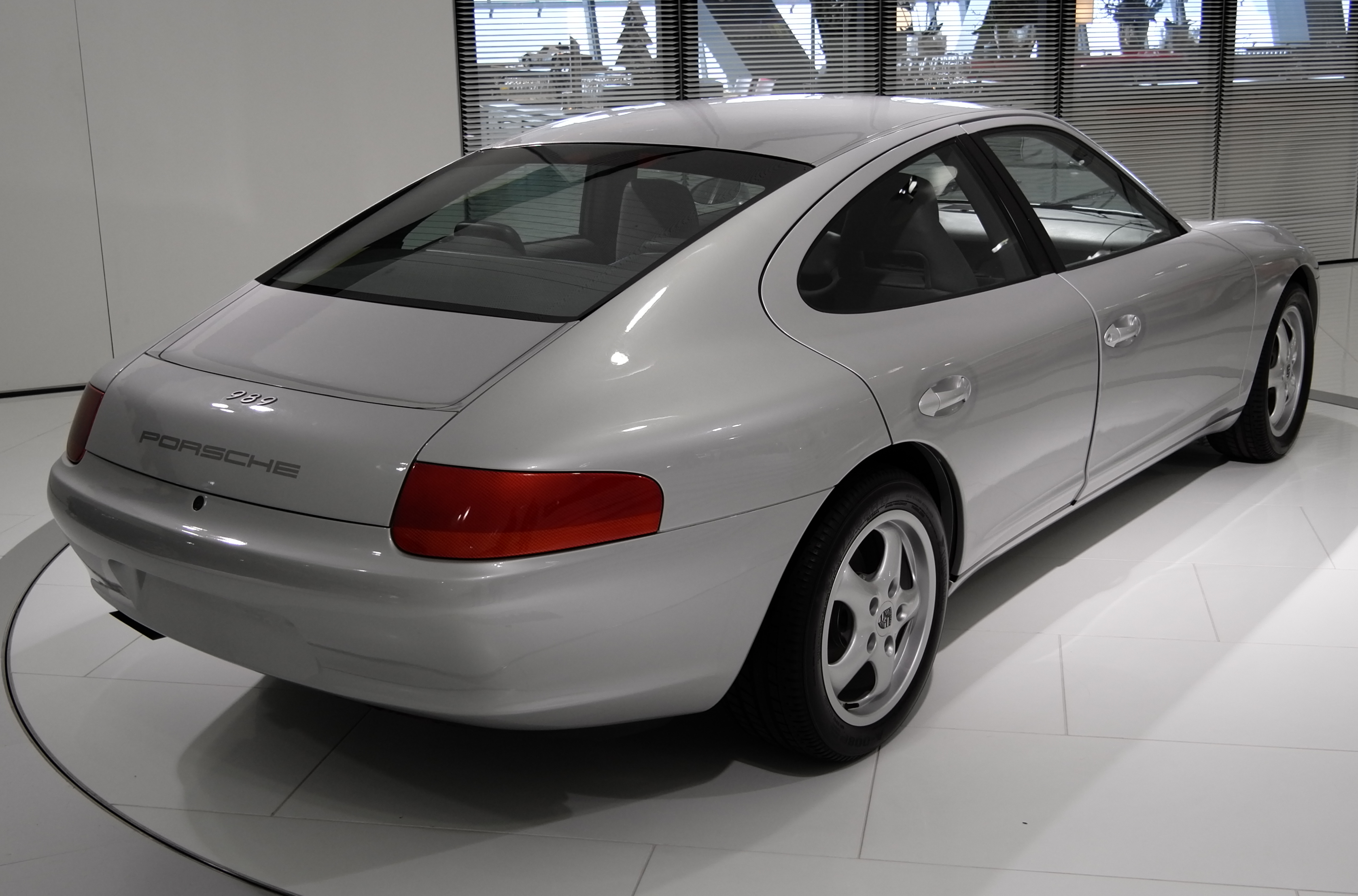
Porsche 989.